# Ralph Forbes
Ralph Forbes (egentligen Ralph Forbes Taylor), född 30 september 1904 i London, död 31 mars 1951 i The Bronx, New York, var en brittisk skådespelare.

## Filmografi i urval
- 1926 – Charleys tant
- 1928 – Syndens masker
- 1928 – Klondyke
- 1934 – Primadonna
- 1934 – Lågor i dunklet
- 1936 – Romeo och Julia
- 1936 – Maria Stuart
- 1939 – The Private Lives of Elizabeth and Essex
- 1939 – Den blodiga borgen
- 1944 – Lady Dona